# Winthemia ciligera
Winthemia ciligera är en tvåvingeart som beskrevs av Robineau-desvoidy 1830. Winthemia ciligera ingår i släktet Winthemia och familjen parasitflugor. Inga underarter finns listade i Catalogue of Life.